# Kalapács (együttes)
A Kalapács egy magyar heavy metal zenekar, melyet Kalapács József (ex-Pokolgép, Omen) énekes alapított egykori Sámán-tagok közreműködésével.

## Történet
Miután Kalapács József Paksi Endrével és az Ossian két tagjával elkészítette a korai Pokolgép-dalokat feldolgozó Az első merénylet című albumot, a koncertezéshez új zenekart kellett összeállítania. Ebből a formációból lett a Kalapács zenekar, amely első saját szerzeményekből álló albumát 2002-ben készítette el Ösztön címmel. Azóta újabb nyolc nagylemezt készítettek. 2012-es Poklok és mennyek között című albummal kezdődően minden stúdiólemezük a Mahasz lista első helyén nyitott a megjelenése hetében. A 2018-ban megjelent Örökfekete című album a zenekar első aranylemeze lett.
2020 novemberében az együttes 20 éves jubileuma alkalmából két kiadvány is megjelent: az új sorlemez a Világvégre címet kapta, emellett megjelent egy Kikalapált dalok című dupla feldolgozás lemez, amelyen olyan előadók, pályatársak dolgoztak fel dalokat mint az Ossian, a Road, az Omen, a Tales of Evening, az Akela, a Moby Dick, a Dalriada, a Down For Whatever, a Rotor, vagy éppen a Balkán Fanatik.
2023 nyarán 23 év után ideiglenes változás állt be a zenekar felállásában: az egészségügyi gondokkal küzdő Sárközi Lajost Nagy Máté (Omen, Tirana Rockers) helyettesíti. Nagy Sárközi 2024 júniusi visszatérése után is maradt, így a Kalapács háromgitáros felállásban folytatja.
A zenekar legutóbbi albuma 2025 február 28.-án jelent meg, Ezerből egy címmel.[forrás?]

## Tagok
- Kalapács József – ének (2000-)
- Sárközi Lajos – gitár (2000-)
- Weisz László – gitár ,vokál (2000-)
- Beloberk István – basszusgitár ,vokál (2000-)
- Beloberk Zsolt – dobok (2000-)
- Nagy Máté – gitár (2023-)

## Diszkográfia

### Nagylemezek
- Ösztön (2002)
- Totem (2003)
- Keresztes háború (2005)
- Életreítélt (2006)
- Mítosz (2008)
- Apokalipszis (2009)
- Poklok és mennyek között (2012)
- Enigma (2015)
- Örökfekete (2018)
- Világvégre (2020)
- Ezerből egy (2025)

### Koncertlemezek
- Live – 2012. 02. 18. Club202 (2012)

### Válogatások
- Dühös nemzedék (2010)

### Tribute
- Kikalapált dalok (2020)

## Külső hivatkozások
- A Kalapács zenekar honlapja